# Automobilwerk Zwickau

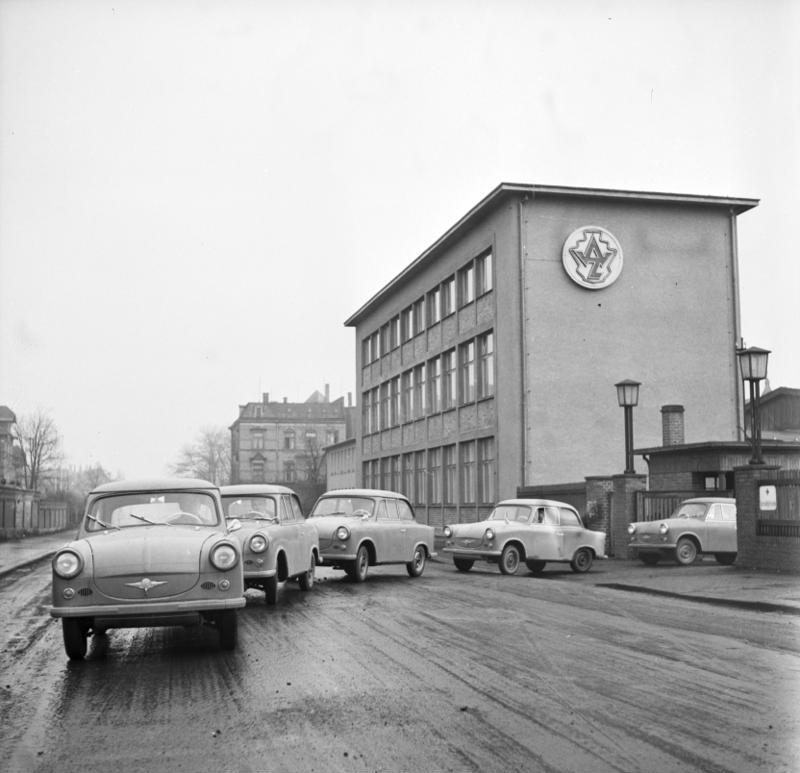
AWZ P 50 „Trabant“ aus der Nullserie verlassen im Januar 1958 das Werk

Der VEB Automobilwerk Zwickau (AWZ) war ein Kraftfahrzeughersteller in Zwickau. Der Volkseigene Betrieb (VEB) ging 1955 aus dem VEB Kraftfahrzeugwerk Audi Zwickau hervor, das bis 1948 als „Werk Audi“ zur Auto Union AG mit Sitz in Chemnitz gehörte.
Der zum Industrieverband Fahrzeugbau (IFA) der DDR gehörende Pkw-Hersteller AWZ wurde 1958 mit dem VEB Sachsenring Kraftfahrzeug- und Motorenwerke Zwickau (ehemals Werk Horch der Auto Union AG) zum VEB Sachsenring Automobilwerke Zwickau vereinigt.

## Geschichte
Das ehemalige Audi-Werk, von August Horch 1909 gegründet, blieb im Gegensatz zum benachbarten Zwickauer Horch-Werk im Zweiten Weltkrieg von größeren Schäden durch Luftangriffe verschont. Wie viele andere Industriebetriebe in Sachsen wurde es aufgrund des Volksentscheids vom 30. Juni 1946 zwangsenteignet und auf Anweisung der Sowjetischen Militäradministration in Deutschland (SMAD) größtenteils demontiert. Der dort von der Auto Union AG in der Vorkriegszeit produzierte DKW F 8 wurde ab 1949 als IFA F 8 wieder gebaut, gefolgt 1950 vom IFA F 9, der auf der  Auto-Union-Vorkriegsentwicklung DKW F 9 beruhte.
Die Produktion des IFA F 8 wurde 1955 zu Gunsten des neuen Modells AWZ P 70 und des noch in Entwicklung befindlichen Kleinwagens „Trabant“ eingestellt. Parallel zum P 70 lief ab dem 7. November 1957 der Trabant P 50 (später als Trabant 500) vom Band.
Auf Beschluss des Ministerrates der DDR wurden am 1. Mai 1958 die beiden Volkseigenen Betriebe Automobilwerk Zwickau und Sachsenring Kraftfahrzeug- und Motorenwerke zum VEB Sachsenring Automobilwerke Zwickau vereinigt. Das ehemalige AWZ war nun als Sachsenring-Werk 2 für die Fertigung der Duroplast-Karosserie und die Endmontage zuständig und fertigte mit dem Sachsenring-Logo bis 1959 den P 70 und bis 1962 die Trabant 500.
Was aber kaum bekannt ist, hier begannen ab 1956/58 die Arbeiten zu einer Weiterentwicklung der Serien-LKW. Diese bildeten die Grundlage für den in Ludwigsfelde gebauten LKW W50. Es entstand bei „Sachsenring“ außer dem S4000, S4000-1 auch der Prototyp S 4500.
Heute befindet sich auf dem Areal des ehemaligen Audi-Werkes das August-Horch-Museum.

## Modelle
| Bauzeit                | Baureihe       | Anmerkung | Bild           |
| ---------------------- | -------------- | --- | -------------- |
| 1949–1955              | IFA F 8        | Wiederaufnahme des Vorkriegsmodells DKW F 8. Seine Technik war die Grundlage für P 70 und den Trabant. | IFA F 8        |
| 1950–1953              | IFA F 9        | Für den F 9 wurden die Vorkriegsplanungen des DKW F 9 verwirklicht. In Zwickau wurden 1.880 Stück in verschiedenen Bauformen gefertigt. Ab 1953 wurde die Produktion ins Automobilwerk Eisenach verlagert, und bildete dort die Grundlage für den Wartburg 311. | IFA F 9        |
| 1955–1959              | P 70 „Zwickau“ | Der P 70 war der erste Serien-Pkw mit Kunststoffkarosserie. Die Bodengruppe war identisch mit der des IFA F 8. Ab 1958 wurde er unter dem Namen „Sachsenring P 70“ verkauft.                                                                                    | AWZ P 70 Coupé |
| Mitte der 1950er Jahre | P 50 „Trabant“ | Ein Funktionsmuster/Prototyp des späteren Trabant P 50 | Trabant P 50   |
| 1958–1962              | P 50 „Trabant“ | Der P 50 sollte der erste Großserien-Pkw der DDR werden. Ab 1958 wurde er unter dem Namen „Trabant P 50“ verkauft. | Trabant P 50   |